# 石野博
石野 博（いしの ひろし、1951年4月10日 - ）は、日本の実業家。関西ペイント元代表取締役社長。

## 来歴・人物
兵庫県西宮市出身。東京大学法学部卒業後、1975年4月に三菱商事入社。自動車関連の業務として中東、中国、タイなどを担当マーケティング全般から部品メーカーの工場の立ち上げなどに携わる。2003年4月に関西ペイント入社。2006年に取締役国際本部副部長、2008年に常務取締役・塗料事業部国際本部長、2012年に代表取締役専務執行委員をそれぞれ務めた後、2013年4月より代表取締役社長に就任。2019年4月に相談役に退く。後任は毛利訓士。

## テレビ出演
- 日経スペシャル カンブリア宮殿 世界を塗り替える！ 知られざる巨大塗料メーカー（2015年1月29日、テレビ東京）[3]